# Atenizus plaumanni
Atenizus plaumanni är en skalbaggsart som beskrevs av Friedrich F. Tippmann 1960. Atenizus plaumanni ingår i släktet Atenizus och familjen långhorningar. Inga underarter finns listade.